# 平井さち子
平井 さち子（ひらい さちこ、1925年8月31日 - ）は、東京都出身の俳人。東京市日暮里（現荒川区）生。1946年、夫の恩師である中村草田男の「萬緑」に入会。1956年、夫と大学の同級であった高橋沐石の勧めで「子午線」に参加。夫の留学や赴任に伴いアメリカ合衆国、ついで北海道に移住。当地では野鳥愛護活動に従事、また北海道文学館理事も務めた。1983年、東京に戻る。1990年、『鷹日和』により第30回俳人協会賞受賞。他の句集に『完流』『紅き栞』『背中』『日々片々』がある。季題趣味を離れた自由な句風。